# Bălăceana
Bălăceana (en alemán: Balaczana) es un municipio situado en el condado de Suceava, en Bucovina, al noreste de Rumania. Se compone de un solo pueblo, concretamente Bălăceana. Formaba parte de la comuna de Ilișești (en alemán: Illischestie, antes llamada Ciprian Porumbescu) hasta 2004, cuando se separó, junto con el pueblo de Ciprian Porumbescu; ambos formaron comunas separadas.